# Springfield Armor 2010-2011
La stagione 2010-11 degli Springfield Armor fu la 5ª nella NBA D-League per la franchigia.
Gli Springfield Armor arrivarono sesti nella Eastern Conference con un record di 13-37, non qualificandosi per i play-off.

## Roster
| N° | Naz.                   | Ruolo | Sportivo          | Anno | Alt. | Peso |
| -- | ---------------------- | ----- | ----------------- | ---- | ---- | ---- |
| 4  | Stati Uniti (bandiera) | G     | L.D. Williams     | 1988 | 193  | 98   |
| 13 | Stati Uniti (bandiera) | G     | Scottie Reynolds  | 1987 | 188  | 86   |
| 14 | Stati Uniti (bandiera) | G     | Tre Whitted       | 1984 | 193  | 93   |
| 15 | Stati Uniti (bandiera) | G     | Lance Hurdle      | 1987 | 188  | 88   |
| 15 | Stati Uniti (bandiera) | C     | Mike Williams     | 1982 | 211  | 115  |
| 21 | Stati Uniti (bandiera) | A     | Brian Leggett     | 1986 | 201  | 111  |
| 21 | Stati Uniti (bandiera) | A     | Eugene Spates     | 1987 | 201  | 100  |
| 22 | Stati Uniti (bandiera) | A     | Kyle Cuffe        | 1982 | 206  | 111  |
| 22 | Stati Uniti (bandiera) | A     | Jarvis Gunter     | 1985 | 208  | 102  |
| 23 | Stati Uniti (bandiera) | A     | Craig Brackins    | 1987 | 208  | 104  |
| 24 | Stati Uniti (bandiera) | G     | JamesOn Curry     | 1986 | 193  | 91   |
| 32 | Stati Uniti (bandiera) | A     | Jamar Brown       | 1980 | 208  | 107  |
| 34 | Stati Uniti (bandiera) | G     | Jerry Smith       | 1987 | 188  | 86   |
| 42 | Stati Uniti (bandiera) | A     | Vernon Goodridge  | 1984 | 206  | 109  |
| 44 | Stati Uniti (bandiera) | C     | Chas McFarland    | 1986 | 213  | 107  |
| 50 | Stati Uniti (bandiera) | AC    | Gavin Edwards     | 1988 | 206  | 104  |
|    | Stati Uniti (bandiera) | G     | Tony Bobbitt      | 1979 | 193  | 93   |
|    | Stati Uniti (bandiera) | A     | Terrence Williams | 1987 | 198  | 100  |
|    | Stati Uniti (bandiera) | G     | Ben Uzoh          | 1988 | 191  | 93   |
|    | Stati Uniti (bandiera) | GA    | Gerard Anderson   | 1987 | 198  | 95   |

## Staff tecnico
- Allenatore: Dee Brown
- Vice-allenatore: Kevin Whitted
- Preparatore atletico: Rachel Schlachet